# 초당 트랜잭션 수
초당 트랜잭션 수(transactions per second, TPS)는 일반적인 관점에서 초당 특정 엔티티가 수행한 원자 동작의 수를 가리킨다. 더 제한된 관점에서 이 용어는 DBMS 벤더와 사용자 공동체가 초당 데이터베이스 트랜잭션의 수를 가리키기 위해 사용되는 것이 보통이다.
최근 이 용어는 비트코인 블록체인을 실행하는 분산망과 같은 암호화폐의 전송 속도를 기술하기 위해 사용되고 있다.

## 같이 보기
- 쿼리 스루풋